# Wildes Ried
Das Wilde Ried ist ein vom Regierungspräsidium Südwürttemberg-Hohenzollern am 19. Januar 1960 durch Verordnung ausgewiesenes Naturschutzgebiet auf dem Gebiet der Stadt Bad Schussenried im Landkreis Biberach. Es ist Bestandteil des Vogelschutzgebiets Federseeried und des FFH-Gebiets Federsee und Blinder See bei Kanzach.

## Lage
Das Naturschutzgebiet  Wildes Ried liegt ca. 2,8 Kilometer südöstlich der Stadt Bad Buchau auf der Gemarkung Reichenbach im südlichen Teil des Federseebeckens. Das Gebiet gehört zum Naturraum Donau-Ablach-Platten.

## Landschaftscharakter
Das Schutzgebiet liegt in einem ehemaligen Torfabbaugebiet und ist größtenteils von einem Torfstichwald aus Fichte, Kiefer und Birke bedeckt. im Süden des Gebiets befindet sich eine offenere Fläche auf einem verbliebenen Torfrücken mit einem Spirken-Bestand.